# الرضاعة الطبيعية بين الإنسان والحيوان
الرضاعة الطبيعية بين الإنسان والحيوان هي ممارسة الرضاعة الطبيعية بين البشر وثدييات أخرى في كلا الاتجاهين: إناث البشر أحيانًا يرضعن صغار الحيوانات، وإناث الحيوانات يرضعن الأطفال، وقد مورست في العديد من الثقافات المختلفة وفي العديد من الفترات الزمنية.
اُستخدمت الحيوانات كمرضعات للأطفال الرضع، وخاصة بعد ظهور مرض الزهري، واستخدمت الماعز والحمير على نطاق واسع لتغذية الرضع في المستشفيات اللقيط في القرن 18 والقرن 19 في أوروبا.

## صور

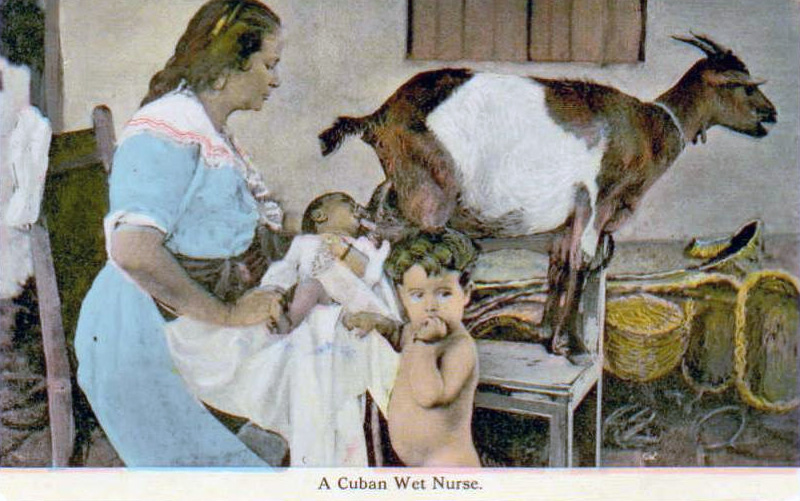
ممرضة في كوبا ترضع طفل باستخدام الماعز 1903
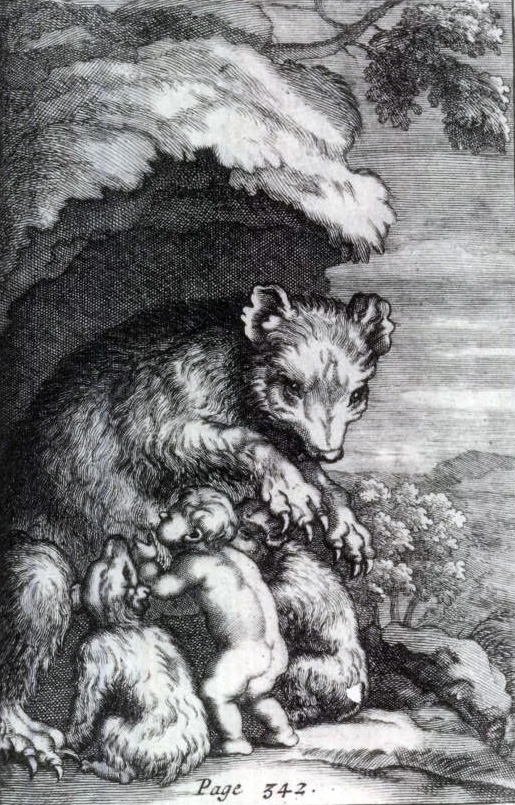
طفل يرضع من أنثى دب
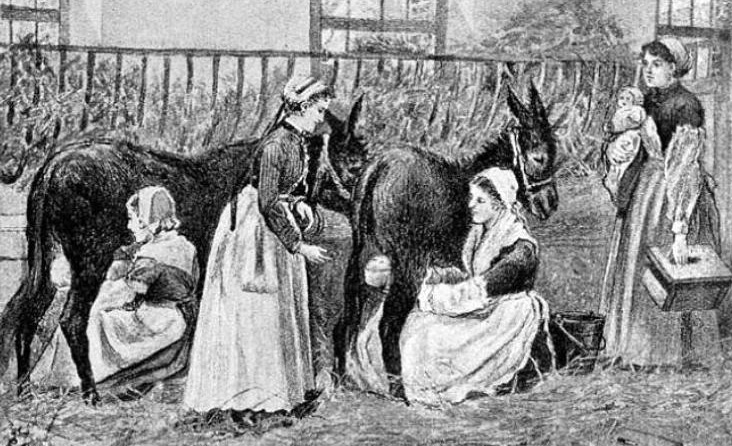
حمير ترضع أطفال في مؤسسة فرنسية 1895

## وصلات خارجية
- امراة ترضع قطة
- امراة ترضع خنزير
- امراة ترضع قطة
- امراة ترضع ماعز
- امراة ترضع كلب
- طفل يرضع من بقرة